# Squirt.org
Squirt.org, lanzado por Pink Triangle Press en 1999, es un sitio web canadiense que se describe a sí mismo como un lugar «donde los hombres se encuentran con otros hombres para tener sexo, cancaneo, aventuras, citas, diversión y amistad». El sitio web, con sede en Toronto, está disponible en todo el mundo. Incluye listados generados por usuarios de parques, saunas, baños públicos y lugares sexuales populares para hombres que tienen sexo con hombres (HSH). La Spartacus International Gay Guide de 2006 lo calificó como «único e ideal para el cancaneo en todo el mundo».

## Sitio web
Squirt.org es principalmente un sitio web de encuentros sexuales y los perfiles no están censurados. El sitio tiene perfiles para encuentros ocasionales, salas de videochat en vivo, lugares de cancaneo homosexual, videos y cocktales (historias eróticas generadas por usuarios). Está disponible de forma gratuita pero también tiene un nivel de pago con servicios adicionales.
En ciudades más pequeñas, el sitio puede incluir parques públicos, paradas de camiones y baños de centros comerciales (conocidos como locales) para encuentros gay. Los listados de ciudades más grandes pueden incluir gimnasios, centros comerciales, baños de hoteles, parques urbanos, bibliotecas, clubes de sexo, casas de baños y saunas, clubes de striptease y fetiches, playas, baños públicos, salas de videojuegos, teatros, cines, casetas y campus universitarios.
Los listados de cancaneo del sitio incluyen la descripción general de una ubicación e indicaciones para llegar a ella. Hay una descripción del tipo de personas que van allí y cuándo el lugar está generalmente activo; También se pueden incluir consejos de cancaneo específicos de la ubicación. Algunos listados incluyen una sección para quisquillosos y advertencias a los usuarios sobre la actividad de la policía local o el control de seguridad. Cada ubicación incluye una sección de comentarios para compartir anécdotas personales.
El activista por los derechos de los homosexuales, Peter Tatchell, ha señalado que los listados y publicaciones en el sitio convierten a las personas en «objetivos fáciles» y «llaman la atención sobre los lugares a personas que estarían dispuestas a cerrarlos.» El aumento de las actividades sexuales en los baños públicos (cottaging) debido a su inclusión en el sitio web ha provocado el cierre de instalaciones en el Reino Unido y Australia.
Squirt.org lanzó su sitio móvil en 2009. Sin embargo, debido a los cambios en el mercado de citas homosexuales en línea causados por Grindr, relanzó el sitio con un nuevo formato en 2012, adoptando la tecnología GPS utilizada por Grindr y Scruff. Squirt Mobile está disponible a través de navegadores web, lo que lo hace accesible desde casi cualquier dispositivo móvil. No está disponible en las tiendas de aplicaciones debido a las reglas relacionadas con la desnudez, la cual está permitida en Squirt Mobile. La aplicación se lanzó por primera vez en el Reino Unido y, posteriormente, en todo el mundo.

## Campañas y controversia
El sitio web ha sido controvertido debido a su supuesta promoción de actividades ilegales, y se sabe que la policía municipal en algunas jurisdicciones tiene sus unidades antivicio monitoreando sitios web similares. Debido a que facilita la búsqueda de otras personas para tener relaciones sexuales sin protección, el sitio web se ha utilizado en investigaciones y actividades de difusión sobre infecciones de transmisión sexual (ITS) y VIH/sida, y en investigaciones sobre sitios de sexo ocasional para HSH. El sitio web ha cooperado con programas de difusión sobre el VIH/sida, que han proporcionado información sobre salud sexual a sus usuarios.
La campaña Non-Stop Cruising de 2015 del sitio provocó una reacción violenta en Dallas después de que se recibieron quejas sobre su cartel, que mostraba a tres hombres étnicamente diversos abrazándose. En septiembre de 2015, el Comité de Tránsito de Toronto decidió eliminar los anuncios del sitio web de sus trenes subterráneos después de que los pasajeros se quejaran de que los anuncios promovían actividades sexuales ilegales.
Sus anuncios fueron retirados de las paradas de autobús en Cardiff en 2016, tras reclamos de que eran inapropiados. En 2016, la Junta Holandesa de Normas de Publicidad recibió una serie de quejas sobre la indecencia en grandes carteles de hombres sin camisa en Ámsterdam y otras grandes ciudades. La junta no estuvo de acuerdo con las acusaciones y dijo que los hombres no posaban de manera sexual ni sugerían actos sexuales.
En 2017, en los Estados Unidos, un hombre de 60 años que conoció a un niño de 13 en el sitio web fue arrestado por agresión sexual. El sitio web se opuso a la visión de la administración Trump sobre los derechos LGBT a principios de 2017, utilizando el lema Make America Gay Again (una parodia de Make America Great Again, el lema de la campaña de Trump) en carteles en Los Ángeles y Nueva York para coincidir con la investidura presidencial de Donald Trump.

## Bibiliografía
- Mowlabocus, Sharif (22 de abril de 2016). Gaydar Culture: Gay Men, Technology and Embodiment in the Digital Age (en inglés). Routledge. ISBN 978-1-317-13087-1.

- Datos: Q60747668